# Parco nazionale Lahemaa
Il parco nazionale di Lahemaa è una area naturale protetta situata nell'Estonia settentrionale, 46,8 km ad est dalla capitale Tallinn. Istituito nel 1971, si estende per un'area di 72.500 ettari (inclusi 25.090 ettari di mare nel golfo di Finlandia).
Date le sue dimensioni, è il più grande parco nazionale in Estonia e uno dei più grandi parchi nazionali d'Europa. Il suo statuto prevede la conservazione, la ricerca e la promozione dei paesaggi Nord-estoni, gli ecosistemi, la biodiversità e del patrimonio nazionale.

## Storia
Il parco nazionale venne istituito il 1º giugno 1971 e fu la prima area ad essere designata come parco nazionale dell'Unione Sovietica.

## Toponomastica
Il nome "Lahemaa", coniato da Johannes Gabriel Granö nei primi anni del XX secolo, proviene dalla parte più studiata e visitato della costa settentrionale estone, dove vi sono quattro grandi penisole (Juminda, Pärispea, Käsmu e Vergi), separate tra loro da quattro baie (Kolga, Hara, Eru e Käsmu). Il termine "Lahemaa" si traduce approssimativamente in italiano come "terra delle baie".

## Territorio

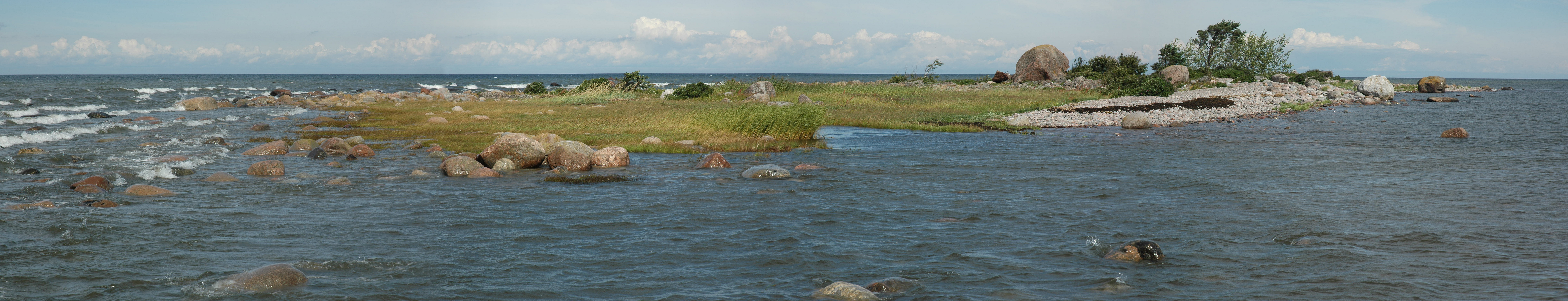
Penisola di Purekkari. Il punto più a Nord della terraferma estone

Il parco confina a nord con il golfo di Finlandia e a sud con l'autostrada Tallinn-Narva (E20).
Si affaccia sul Mar Baltico con una linea costiera molto frastagliata: si susseguono le penisolette, tra le quali splendida è quella di Käsmu, all'estremità orientale. Il parco include anche il punto più settentrionale dell'Estonia: il Capo Purekkari.
Circa il 70% del territorio è ricoperto da foreste, mentre l'8% del parco è costituito in riserve per lo studio della flora e della fauna e, come tale, inaccessibile ai visitatori.
La carta del parco nazionale richiama alla preservazione, la ricerca e la promozione dei paesaggi, della biodiversità e degli ecosistemi del nord Estonia.
Tra i motivi di interesse forniti dal parco, dal 2005 diretto da Arne Kaasik, sono non solo le attrattive del paesaggio, assai vario, ma anche i numerosi monumenti per la conoscenza della storia estone, come i siti archeologici e i castelli, costruiti dalla nobiltà baltico-tedesca.

## Fauna
Nel parco nazionale sono presenti 24 specie di pesci, 50 specie di mammiferi e 222 specie di uccelli, tra cui alcune specie in pericolo come falco pescatore, aquila reale, aquila di mare, pernice bianca nordica, cicogna nera e visone europeo. Inoltre, è possibile osservare una delle ultime popolazioni di cozze d'acqua dolce perlifere (Margaritifera margaritifera) nei paesi baltici. Nel Parco Nazionale trovano rifugio anche circa 150 alci, 10-15 linci e castori, che trovano nei numerosi torrenti e laghetti una zona perfetta.

## Flora
Nel parco sono state individuate oltre 900 specie di piante.

### Palmse

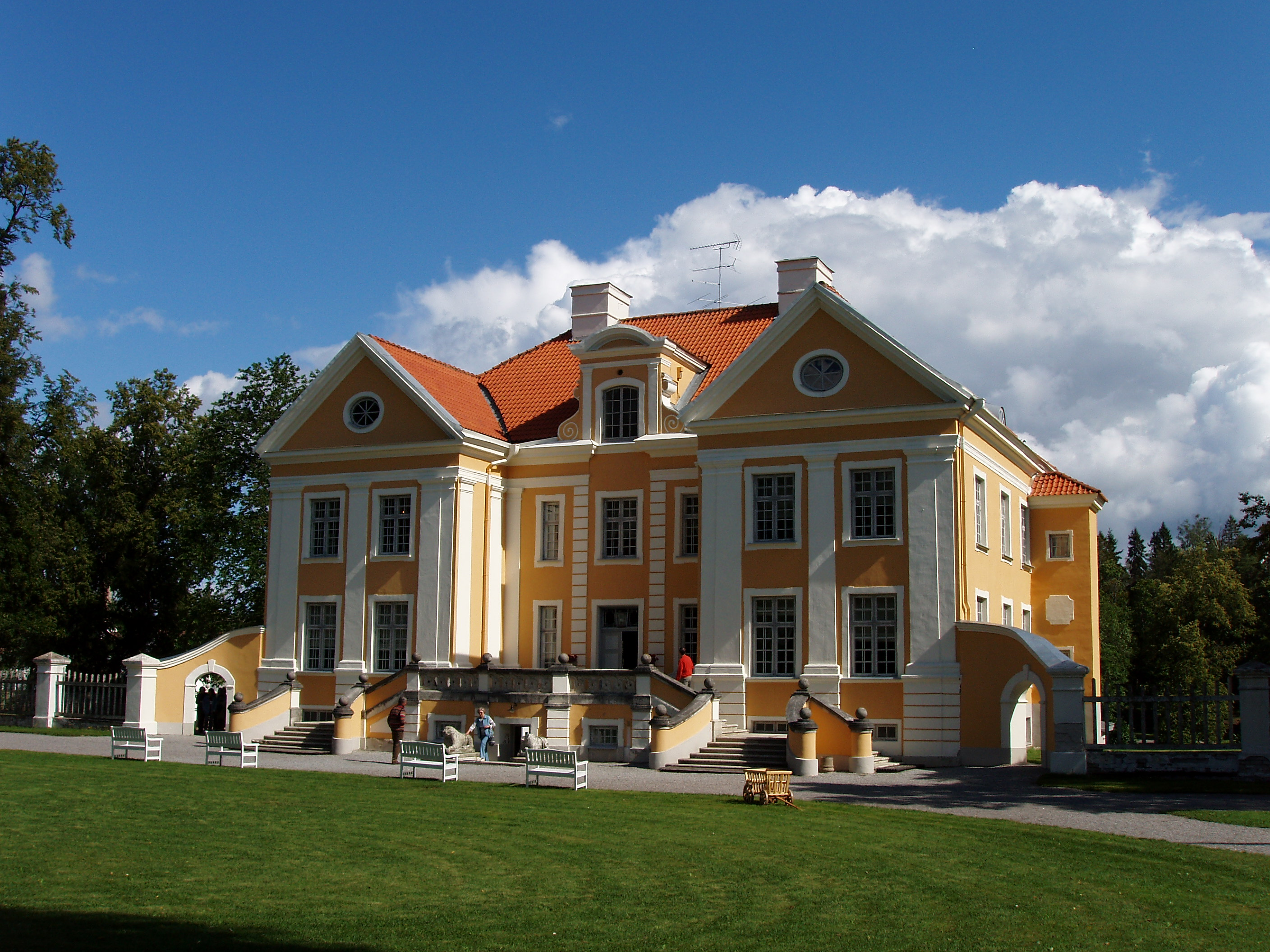
Il palazzo di Palmse

Tra le attrazioni vi è la tenuta di Palmse, situata a 8 km a nord di Viitna, antica stazione di posta, dove si insediarono nel XIII secolo, al seguito dei Danesi, le monache cistercensi provenienti dall'isola di Gotland. Il complesso attuale porta il segno della famiglia Von Der Pahlen, cui appartenne dal 1672 al 1922, anno in cui, in seguito alla riforma agraria, la tenuta venne espropriata e divisa tra molti piccoli proprietari. Il castello andò incontro a un lento declino, dal quale si è salvato proprio con l'istituzione del parco nazionale di Lahemaa nel 1971.
Il palazzo principale è stato costruito da J.G.Mohr in stile barocco nel 1753-65, mentre il parco, ricco di stagni dove un tempo si praticava la piscicoltura, fu disegnato dai monaci nel medioevo. La parte coltivata a frutteto, con specie rare, è un'aggiunta del XIX secolo.
Nel borgo è presente anche una distilleria dell XVII secolo, un albergo e un granaio.
A giugno il complesso è teatro Viru Säru, con spettacoli di musiche e danze popolari.
Nella baia di Käsmu, a poca distanza a nord di Palmse, si trova la ex caserma della Guardia Costiera Sovietica, restaurata e trasformata in museo del mare, con molti reperti dell'epoca sovietica e della storia del villaggio di Käsmu.

### Võsu e Sagadi

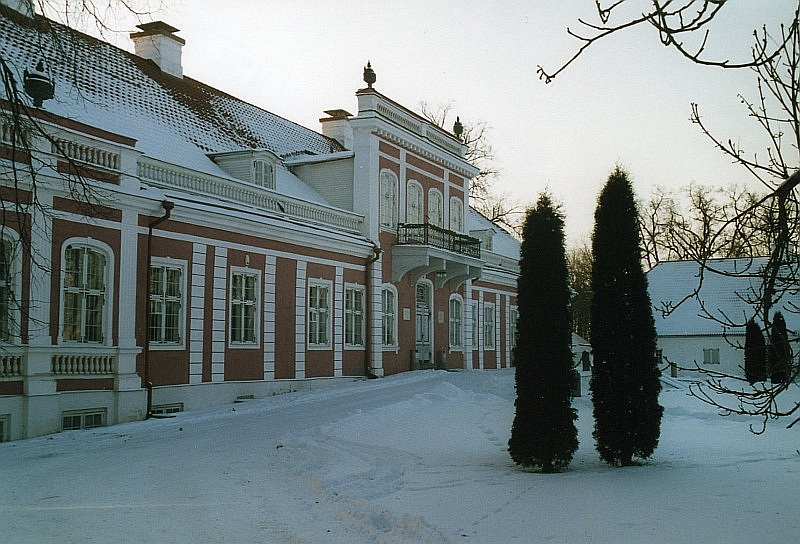
La magione di Sagadi

Võsu, località alla moda ai tempi della dominazione degli zar, a cavallo fra il XIX ed il XX secolo, è ancora oggi la spiaggia più frequentata dell'Estonia settentrionale. Nei pressi la tenuta nobiliare di Sagadi con un palazzo in stile rococò costruito nel 1749 per la famiglia Fock a cui appartenne fino al 1919. Il parco disegnato nello stesso periodo, ha conservato l'impianto barocco. In uno degli annessi è stato sistemato un museo forestale, sull'industria del legno in Estonia.

### Kolga
Il villaggio di Kolga sorge sul sito di un monastero cistercense del XIII secolo, dove il comandante svedese Pontus de la Gardie si fece costruire un castello passato poi nel 1658 agli Stenbock. Fu questa aristocratica famiglia svedese a ingrandire e abbellire la tenuta, rimaneggiando il castello in stile barocco nel 1768. L'attuale aspetto si deve alla ricostruzione del 1820. Dopo anni di incuria il palazzo è stato restaurato e restituito nel 1993 ai discendenti della famiglia Stenbock.